# Двірці (Тернопільський район)

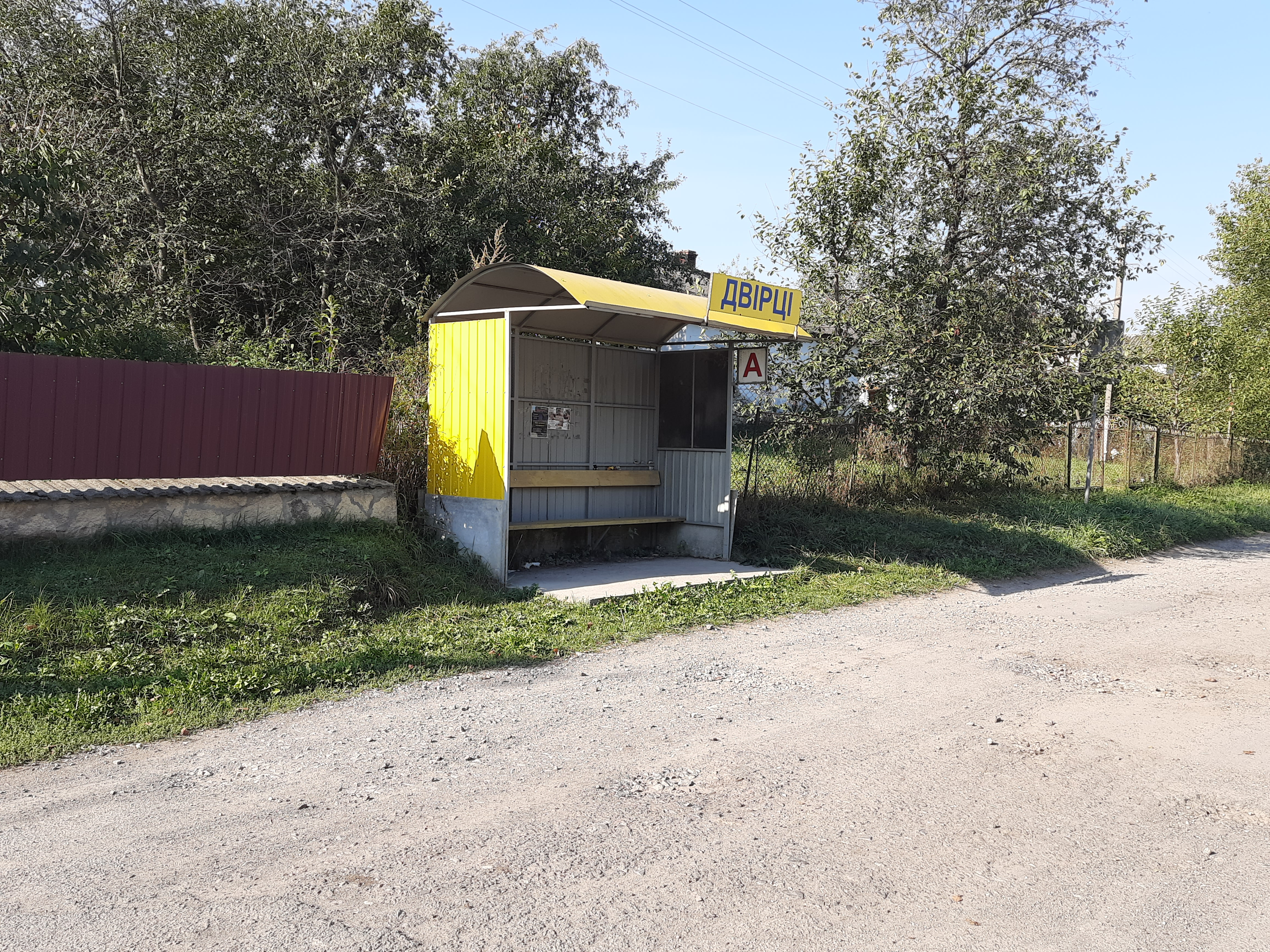
Автобусна зупинка

Двірці́ —  село в Україні, у Нараївській сільській громаді Тернопільського району Тернопільської області.
Поштове відділення — Рекшинське. До 5 квітня 2019 року підпорядковане Рекшинській сільраді. При Двірцях є хутір Долини. 
Розташоване на правому березі річки Золота Липа.
Населення — 190 осіб (2001). Дворів — 55.

## Географія
У селі є 1 вулиця Надбережна.

### Клімат
Для села характерний помірно континентальний клімат. Двірці розташовані у «холодному Поділлі» — найхолоднішому регіоні Тернопільської області.
| Клімат Двірців            | Клімат Двірців | Клімат Двірців | Клімат Двірців | Клімат Двірців | Клімат Двірців | Клімат Двірців | Клімат Двірців | Клімат Двірців | Клімат Двірців | Клімат Двірців | Клімат Двірців | Клімат Двірців | Клімат Двірців |
| Показник                  | Січ.           | Лют.           | Бер.           | Квіт.          | Трав.          | Черв.          | Лип.           | Серп.          | Вер.           | Жовт.          | Лист.          | Груд.          | Рік            |
| Середній максимум, °C     | −1,3           | 0,0            | 5,0            | 12,9           | 19,0           | 22,1           | 23,5           | 22,9           | 18,6           | 12,7           | 5,6            | 0,7            | 11             |
| Середня температура, °C   | −4,2           | −2,8           | 1,4            | 8,1            | 13,6           | 16,8           | 18,2           | 17,5           | 13,6           | 8,3            | 2,8            | −1,8           | 7              |
| Середній мінімум, °C      | −7,1           | −5,5           | −2,1           | 3,4            | 8,3            | 11,6           | 13,0           | 12,2           | 8,6            | 3,9            | 0,0            | −4,2           | 3              |
| Норма опадів, мм          | 32             | 31             | 33             | 49             | 76             | 89             | 94             | 70             | 56             | 39             | 37             | 41             | 647            |
| ------------------------- | -------------- | -------------- | -------------- | -------------- | -------------- | -------------- | -------------- | -------------- | -------------- | -------------- | -------------- | -------------- | -------------- |
| Джерело: climate-data.org |                |                |                |                |                |                |                |                |                |                |                |                |                |

## Історія
Перша письмова згадка про яке датується 1454 роком. Його завжди вважали частиною сусіднього, найбільшого в окрузі села Стриганці.
Назву села пов’язують із службовими будівлями, які споруджували над ставами для годівлі та вилову риби; їх називали ще «двірцями». Інший переказ виводить назву села від панського господарського двору, нібито – панська садиба була в сусідньому селі Біще, а фільварок, де жили «двораки» – робітники фільварку – у Двірцях. 
Історія заселення території села сягає чотирьохтисячолітньої давності, про що свідчить знайдений тут «під горою, коло Пилипа» (у підніжжі Поточанської гори) досконалої роботи крем’яний серп епохи бронзи (приблизно ІІ тис. до нашої ери). Ймовірно, що на території села проживали племена культури шнурової кераміки. 
У ХІХ ст. Двірці були власністю пана Неслуховського, потім — Мурчака. У 80-х рр. ХІХ ст. село перебувало у власності Станіслава Потоцького. 
Під час Першої світової війни Двірці були повністю спалені. До лав Українських Січових Стрільців із Дворець вступив Петро Шевчишин, котрий служив у 8-ій сотні 1-го полку Української Галицької Армії. У повоєнні роки село відбудувалося і тут знову завирувало господарське життя. 
Село органічно більш пов’язане зі Стриганцями, хоча періодично адміністративно підпорядковувалося Біщу, певний час, навіть, становило з ним одну гміну.
1940 р. у Двірцях і Стриганцях засновано колгосп імені Івана Франка. Після організації колгоспів у 1950-х
роках в Двірцях розмістилася машинно-тракторна бригада.
Розвивалося у Двірцях й суспільно-культурне життя. Тут діяла читальня «Просвіти», у міжвоєнний період функціонувала школа. Згідно документів, у 1923 р. це була однокласна школа з польською мовою навчання із наявністю трьох шкільних лавок.
За свідченнями жителів села, у Двірцях у свій час були символічна могила Т. Шевченку і капличка на сільському
цвинтарі. Капличка згоріла під час Першої світової війни, а могилу було зруйновано у 1940-х рр. більшовиками.
Чи не єдиним свідком важких випробувань минулих часів залишився відновлений громадою у 1991 р. пам’ятний хрест, споруджений на честь скасування панщини.
12 червня 2020 року, відповідно до розпорядження Кабінету Міністрів України № 724-р «Про визначення адміністративних центрів та затвердження територій територіальних громад Тернопільської області» увійшло до складу Нараївської сільської громади.
19 липня 2020 року, в результаті адміністративно-територіальної реформи та ліквідації Бережанського району, село увійшло до складу Тернопільського району.

## Релігія
- церква Святої Трійці (2008, ПЦУ).

## Населення
Населення села в минулому:
| Рік  | Число осіб | Українців греко-католиків | Поляків та римо-католиків | Євреїв |
| ---- | ---------- | ------------------------- | ------------------------- | ------ |
| 1900 | 280        | 202                       | 65                        | 13     |
| 1939 | ▬ 280      | ▲ 205                     | ▲ 70                      | ▼ 5    |

За даними перепису населення 2001 року мовний склад населення села був таким:
| Мова       | Число ос. | Відсоток |
| ---------- | --------- | -------- |
| українська |           | 99,48    |
| російська  |           | 0,52     |

## Політика
Від 28 квітня 2012 року село належить до виборчого округу 165.

## Відомі люди
Уродженець села Двірці січовий стрілець Шевчишин Петро, 1896 року народження, стрілець 8-ї сотні